# 遠山俊也
遠山 俊也（とおやま としや、1962年8月31日 - ）は、日本の俳優。新潟県新潟市出身。シス・カンパニー所属。

## 略歴
新潟県立新潟南高等学校、東洋大学卒業。
1986年、夢の遊眠社に入団。

## 出演

### テレビドラマ

#### NHK系
- 土曜ドラマ
  - チャレンジド（2009年10月）
  - 外事警察（2009年12月）
  - 七つの会議（2013年7月）
- 土曜時代劇
  - 隠密八百八町（2011年） - 松永兵庫助 役
  - 鼠、江戸を疾る 第7話（2014年） - 小塚孫八郎 役
- ドラマ10
  - ラストマネー -愛の値段- 第4話（2011年） - 入院患者 役
  - 開拓者たち（2012年） - 王
  - 書店員ミチルの身の上話（2013年） - 三根男 役
- 桜ほうさら（2014年） - 鹿蔵 役
- だから荒野（2015年） - 元木教諭 役
- 私の青おに（2015年） - 辻村照夫 役
- 逃げる女（2016年） - 坂部辰夫 役
- 連続テレビ小説
  - ひよっこ（2017年） - 助川正二 役
  - エール（2020年） - 齋藤秀実 役
  - おかえりモネ（2021年） - 金子伸介 役
  - らんまん（2023年） - 笠﨑太輔 役
  - ブギウギ（2024年） - 代々木勇 役[2]
  - 虎に翼（2024年） - 深田仁助 役[3]
- 立花登青春手控え2（2017年） - 大黒屋吉兵衛 役
- フェイクニュース あるいはどこか遠くの戦争の話（2018年）
- 大河ドラマ
  - いだてん〜東京オリムピック噺〜（2019年） - 清水亀次郎 役
  - 青天を衝け（2021年） - 猪飼勝三郎 役[4]
- 我らがパラダイス（2023年、NHK BSプレミアム・BS4K） - 安川義弘医師 役[5]
- 犬神家の一族（2023年4月22日・29日、NHK BSプレミアム・NHK BS4K） - 犬神寅之助 役
- アナウンサーたちの戦争（2023年8月14日／NHKスペシャル ドラマ） - 中村茂 役[6]

#### 日本テレビ系
- 悪女（1992年、制作・読売テレビ）
- 子供が寝たあとで 第9話（1992年） - 水野奈美の恋人 役
- 金田一少年の事件簿シリーズ
  - 雪夜叉伝説殺人事件（1995年） - 江川松夫 役
  - お笑い・金田一少年の事件簿（1997年） - 加藤AD
- 銀狼怪奇ファイル（1996年）
- せいぎのみかた（1997年）
- 示談交渉人 ゴタ消し（2011年）
- 秘密諜報員 エリカ（2011年） - 近藤洋一 役
- お助け屋☆陣八（2013年） - 長田秀樹 役
- 地獄先生ぬ〜べ〜（2014年） - 神木昇 役
- ドS刑事 第8話（2015年） - 草壁
- 花咲舞が黙ってない 第2シリーズ第3話（2015年） - 久保寺敏也 役
- 青春探偵ハルヤ〜大人の悪を許さない!〜 第1話・第2話（2015年） - 橋本学 役
- 掟上今日子の備忘録 第9話（2015年12月5日） - 男女島
- 帰ってきた家売るオンナ （2017年5月26日） - 高井戸の物件を買う客
- Missデビル 人事の悪魔・椿眞子（2018年） - 横山雄一郎 役
- ボイス 110緊急指令室（2019年） - 橘修二 役
- 同期のサクラ（2019年） - 土井仁太郎 役
- シロでもクロでもない世界で、パンダは笑う。（2020年） - 花咲義弘 役
- やめるときも、すこやかなるときも（2020年） - 本橋勝己 役
- 恋です!〜ヤンキー君と白杖ガール〜 第4話（2021年10月6日） - 柳 役
- ダマせない男（2022年3月26日）[7]
- 悪女（わる）〜働くのがカッコ悪いなんて誰が言った?〜 第5話（2022年5月11日）- アカギ 役
- ファーストペンギン!（2022年10月5日 - 12月7日）- 安野茂 役
- 彼女たちの犯罪（2023年7月20日 - 9月22日） - 神野和雄 役[8]
- 紅さすライフ（2023年） - 古井教授 役
- コタツがない家（2023年） - 浅田光之助 役
- 恋は闇 第2話・第5話・最終回（2025年4月23日・5月14日・6月18日） - 花邑亨 役[9]
- ダメマネ! -ダメなタレント、マネジメントします- 第8話（2025年6月8日） - 緑山 役

#### TBS系
- とんぼ 第1話（1988年） - 交通誘導人
- 松本清張一周忌特別企画・或る『小倉日記』伝（1993年）
- もしも願いが叶うなら（1994年）
  - もしも願いが叶うなら スペシャル（1995年）
- ひとの不幸は蜜の味（1994年）
- 僕が彼女に、借金をした理由。（1994年）
- 君と出逢ってから（1996年） - 富岡店長 役
- セカンド・チャンス 第9話（1995年）
- 新婚なり!（1995年）
- 人生は上々だ（1995年）
- 月曜ドラマスペシャル
  - 弁護士芸者のお座敷事件簿1（1997年）
  - 「早乙女千春の添乗報告書8」（1997年） - 小川良彦 役
  - 「ホステス探偵危機一髪2」（2000年） - 杉浦徹 役
  - 「流れ星お銀!事件解決いたします1･2」（2000 - 2001年） - 源さん 役
  - 宗像教授の伝奇考1（2000年） - スタッフ 役
- 友達の恋人（1997年）
- めぐり逢い（1998年）
- ケータイ刑事 銭形シリーズ
  - ケータイ刑事 銭形愛 第13話（2002年）
  - ケータイ刑事 銭形舞 第7話（2003年）
  - ケータイ刑事 銭形雷 1stシリーズ 第12・13話（2006年）
  - ケータイ刑事 銭形海（2007年）
- 金田一耕助の傑作推理32 真珠郎（2005年） - 志村巡査 役
- 幸せになりたい!（2005年）
- すてきにコモン!（2006年） - 亀山研次 役
- 月曜ゴールデン
  - 「パートタイム裁判官2」（2007年） - 関口昌則 役
  - 「財務捜査官 雨宮瑠璃子4」（2008年） - 高原則夫 役
  - 「浅見光彦シリーズ (TBSのテレビドラマ)27」（2009年） - 江間正一 役
  - 家庭教師が解く! 〜殺人方程式の推理ドリル〜（2013年） - 田口学
  - 信濃のコロンボ事件ファイル2（2014年） - 高野支配人
  - 世直し公務員ザ・公証人12（2015年） - 佐藤刑事
- 日曜劇場 猟奇的な彼女 第4回戦（2008年）
- ハンチョウ〜神南署安積班〜シリーズ3 第11話（2010年）
- 黒の女教師（2012年） - 望月亮平の父 役
- 刑事のまなざし 第10話・最終話（2013年12月9日・16日） - 羽沢製作所従業員 役
- カンナさーん!（2017年） - 鈴木徹三 役
- 陸王（2017年） - 栗村支店長 役
- それでも恋する（2018年） - 湊太郎 役[10]
- インハンド（2019年） - 市原正幸 役
- おカネの切れ目が恋のはじまり（2020年） - 羽鳥繁 役
- 日曜劇場 日本沈没-希望のひと- 第8話（2021年12月5日） - 記者 役
- 月曜名作劇場
  - 魔性の群像4（2017年） - 吉村潔 役
  - ヤメ判 新堂謙介 殺しの事件簿5（2017年） - 佐久間忠志 役
  - 警視庁SP特命係（2019年） - 芥川義和 役
- バツイチがモテるなんて聞いてません（2023年2月24日 - 3月31日） - 鬼塚編集長 役[11]
- 義母と娘のブルースFINAL 2024年謹賀新年スペシャル（2024年1月2日） - 黒田由紀夫 役[12]

#### フジテレビ系
- 世にも奇妙な物語
  - 大注目の男（1990年）
  - ボタン（1991年）
  - 春の特別編「くしゃみ」（1998年）
  - 秋の特別編「知らなすぎた男」（2002年）
  - 妻の記憶（2017年） - 高梨徹
- 約束の夏（1992年） - メロン
- 正義は勝つ（1995年） - 豊島筆跡鑑定人 役
- 金曜エンタテイメント
  - おばさんデカ 桜乙女の事件帖（1995 - 2007年） - 鑑識員 役
  - 女弁護士水島由里子の危険な事件ファイル（1997 - 1999年） - 室伏鑑識官
  - ドーラク弁護士（1999年） - 杉下浩
  - ニュースキャスター沢木麻沙子4（2001年） - 飯田事務長 役
  - 松本清張スペシャル・蒼い描点（2006年9月8日）
- 踊る大捜査線シリーズ - 森下孝治 役
  - 踊る大捜査線（1997年）
  - 踊る大捜査線 歳末特別警戒スペシャル（1997年）
  - 湾岸署婦警物語 初夏の交通安全スペシャル（1998年）
  - 警護官 内田晋三
  - 踊る大捜査線 THE LAST TV サラリーマン刑事と最後の難事件（2012年）
  - 室井慎次 敗れざる者（2024年）

- イヴ（1997年）
- ビーチボーイズ 第1話（1997年）- ガソリンスタンドの店員 役
- タブロイド（1998年）
- ブラザーズ（1998年）
- 救命病棟24時第1シリーズ 第1話（1999年）- 警官 役
- GTOドラマスペシャル（1999年）
- 合い言葉は勇気（2000年）
- お見合い結婚 最終話（2000年）
- 神様のいたずら（2000年）
- HERO 第11話（2001年）
- ムコ殿（2001年）
- 人にやさしく（2002年）
- 危険なアネキ（2005年）
- 積木くずし真相 〜あの家族、その後の悲劇〜（2005年）
- 女の一代記シリーズ 杉村春子（2005年）
- 不信のとき〜ウーマン・ウォーズ〜（2006年）
- 翼の折れた天使たち 第1夜「衝動」（2007年） - 工藤 役
- コード・ブルー -ドクターヘリ緊急救命-（2008年） - 澤野明夫 役
- 裸の大将 宮崎編〜宮崎の鬼が笑うので〜（2008年5月、フジテレビ）
- チーム・バチスタの栄光 第1話（2008年） - 鈴田 役
- 開局50周年記念ドラマ特別企画 黒部の太陽（2009年） - 村木 役
- リアルクローズ 第5話（2009年、関西テレビ製作） - 遠山 役
- 医龍 -Team Medical Dragon-3 第1話（2010年）
- 金曜プレステージ
  - 警部補・佐々木丈太郎2（2010年） - 西井伸一
  - いじわるばあさん3（2011年1月28日） - 不動産屋 役
  - 東野圭吾3週連続スペシャル 11文字の殺人（2011年6月10日） - 喜多見刑事 役
  - 悪女たちのメス（2011年12月9日） - 事務長 役
  - 山村美紗サスペンス 赤い霊柩車31「追憶の彼岸花」（2013年4月19日） - 堀口政夫 役
  - Dr.検事モロハシ2（2014年） - 川村祐介 役
- リーガル・ハイ（2013年） - 川田先生 役
- チーム・バチスタ4 螺鈿迷宮 第2話（2014年1月14日、関西テレビ） - 木島幸助 役
- リスクの神様 第2話（2015年）
- BARレモン・ハート SEASON2 第9話 (2016年5月30日、BSフジ） - 佐野祥平 役
- HOPE〜期待ゼロの新入社員〜（2016年） - 小早川昇
- 金曜プレミアム
  - 浅見光彦シリーズ第53作「浅見光彦殺人事件」（2018年） - 寺沢大輔
- 絶対零度 (テレビドラマ)（2018年） - 若槻周作
- グッド・ドクター（2018年） - 新堂航
- トレース〜科捜研の男〜（2019年） - 市原浩 役[13]
- 仮面同窓会（2019年） - 井上昭一
- シャーロック 第7話（2019年11月18日） - 寺島雄平
- アライブ がん専門医のカルテ（2020年） - 木内修造
- 元彼の遺言状 第9話・第10話（2022年6月6日・13日） - 藤巻純 役
- 婚活1000本ノック 最終話（2024年3月20日）- タクシー運転手 役
- マウンテンドクター（2024年） - 宮本市朗 役[14]
- バントマン 第3話（2024年10月26日、東海テレビ） - 宮原昭則 役[15]
- 未恋〜かくれぼっちたち〜（2025年） - 貫井 役[16]
- 119エマージェンシーコール（2025年） - 粕原銀 役[17]

#### テレビ朝日系
- 湘南女子寮物語 第7話（1993年）
- 土曜ワイド劇場
  - 事件2（1994年） - 上原俊郎 役
  - おとり捜査官・北見志穂4（2001年） - 野口鑑識官 役
  - ハラハラ刑事1（2004年） - 佐竹勝
  - 家賃ハンター真鍋倫子の事件簿（2006年）
  - 夜桜お七殺人事件（2006年）
  - さくら署の女たち（2006年）
  - 検事・朝日奈耀子5（2006年）
  - 棟居刑事の純白の証明（2007年） - 大杉登 役
  - 東京駅お忘れ物預り所2（2008年） - 伊藤和也 役
  - 「100の資格を持つ女〜ふたりのバツイチ殺人捜査〜4」（2010年） - 武原誠二
  - 温泉若おかみの殺人推理22（2011年） - 葉山陽一 役
  - 火災調査官・紅蓮次郎12（2012年） - 前島要介 役
  - 遺品の声を聴く男5（2014年） - 福原忠雄 役
  - 天才刑事・野呂盆六9（2014年） - 鬼頭徹 役
- 日曜プライム
  - おかしな刑事19（2019年） - 神山康介
  - 私は代行屋!事件推理請負人5（2020年） - 本多達彦
- しようよ♡（1996年）
- イタズラなKiss（1996年） - 菅原寛 役
- はみだし刑事情熱系
  - 第1シリーズ第8話（1996年12月4日） - 山田光彦 役
  - 第6シリーズ第21話（2002年3月6日） - 新田 役
  - 第8シリーズ第7話（2004年5月26日） - 仁科慎平 役
- 六本木キャバクラ天使（1999年）
- 可愛いだけじゃダメかしら? 第8話（1999年3月1日） - 田所和幸 役
- 科捜研の女
  - 第1シリーズ第6話（1999年11月26日） - 一ノ瀬 役
  - 第3シリーズ - 第4シリーズ（2001年 - 2002年） - 鶴田幸太郎 役
  - 第15シリーズ第7話（2015年12月3日） - 大曲昭宏 役
- 暴れん坊将軍X（2000年） - 山根彦九郎 役
- 忠臣蔵（2004年）
- 刑事部屋〜六本木おかしな捜査班〜（2005年） - 酒田功
- 相棒シリーズ
  - season4 第15話「殺人セレブ」（2006年2月1日） - 五島秀宣
  - season9 第15話「もがり笛」（2011年2月16日） - 佐野一郎
  - season12 第14話「顔」（2014年2月5日） - 炭谷善也
  - season18 第6話「右京の目」（2019年11月6日） - 竹村誠
  - season23 第5話「幽霊ホテル」（2024年11月20日） - 織田照仁
- 京都地検の女（2006年） - 及川順平
- おみやさん 第5シリーズ 第7話（2006年）
- 八州廻り桑山十兵衛〜捕物控ぶらり旅 第2話（2007年） - 六助 役
- ガンジス河でバタフライ（2008年、テレビ朝日） - 面接官 役
- 金曜ナイトドラマ 未来講師めぐる 第3話（2008年、テレビ朝日）
- 打撃天使ルリ（2008年） - 松坂巡査
- 崖っぷちのエリー〜この世でいちばん大事な「カネ」の話〜 第4話（2010年、ABC共同制作） - 黒沼秘書 役
- 警視庁捜査一課9係
  - 新・警視庁捜査一課9係 season2 第10話「高層の死角」（2010年） - 田宮剛 役
  - 警視庁捜査一課9係 season8 最終話「殺人船長」（2013年） - 井元隆祐 役
- ナサケの女〜国税局査察官〜（2010年） - 春山繁
- Dr.伊良部一郎 第4話（2011年） - 記者 役
- 遺留捜査
  - （2011年） - 山岡鎮夫
  - （2019年） - 近藤敏男
- 犬を飼うということ〜スカイと我が家の180日〜（2011年） - 奥村 役
- 必殺仕事人2012（2012年）
- 緊急取調室（2014年） - 藤代保
- スペシャリスト（2016年） - 横内幹也
- 越路吹雪物語（2018年） - 時田先生
- 日曜ワイド 越後純情刑事・早乙女真子1（2018年） - 笹本明
- 未解決の女 警視庁文書捜査官（2018年） - 舞阪繁夫 役
- 刑事7人
  - Season5 最終話「サヨナラ専従捜査班"最期の事件"―敵はなんと、かつての仲間!?」（2019年9月18日） - 佐伯健吾 役
  - Season8 最終話「路敏の秘められた過去が明らかにー12年前の未解決事件再び」（2022年9月14日） - 土井和彦 / 古市潤 役
- M 愛すべき人がいて（2020年） - 姫野賢二 役
- 警視庁・捜査一課長 season5 最終話（2021年6月17日） - 品原誉 役
- お花のセンセイ 第2弾（2021年12月23日） - 湯島晃 役
- ガラスの城 (松本清張)（2024年） - 林田徳治 役

#### テレビ東京系
- 女と愛とミステリー
  - 税関検査官・今井陽子 密輸ダイヤモンド殺人事件（2003年） - 山崎刑事 役
  - 警視庁強行犯係・樋口顕1（2003年） - 石上警視 役
  - 密会の宿2（2004年） - 金村典弘 役
  - 刑事吉永誠一 涙の事件簿（2004年 - 2008年） - 後藤誠 役
- 水曜ミステリー9
  - 多摩南署たたき上げ刑事・近松丙吉5（2005年） - 沼井大造 役
  - 捜査検事・近松茂道12（2012年） - 高瀬三生 役
  - 多摩南署たたき上げ刑事・近松丙吉13（2015年） - 柴田幸太郎 役
  - 旅行作家・茶屋次郎13（2016年） - 広瀬巡査 役
  - 主水之助七番勝負〜徳川風雲録外伝〜 第4話（2008年）
- cafe吉祥寺で（2008年11月10日・13日） - 増田 役
- 経済ドキュメンタリードラマ ルビコンの決断（2010年）
- ドクター調査班〜医療事故の闇を暴け〜（2016年） - 小池孝明
- 警視庁ゼロ係〜生活安全課なんでも相談室〜（2017年） - 富田信二
- スパイラル〜町工場の奇跡〜（2019年） - 桑島孝幸 役
- 孤独のグルメ Season8 第8話（2019年11月23日） - 吉川賢一 役
- 月曜プレミア8
  - 再雇用警察官（2020年5月11日） - 下河内健 役
  - 警視庁追跡捜査係-交錯-（2023年8月7日）- 中嶋健一 役
- 記憶捜査〜新宿東署事件ファイル〜2 第2話（2020年10月30日） - 財部英太 役
- 嫌われ監察官 音無一六 season1 第3話（2022年5月20日）- 岩藤秀明 役
- 絶メシロード 出張編 後編（2023年3月10日）- 加藤均 役

#### WOWOW
- 震える牛（2013年） - ミートホープ社員 役
- 銭形警部 漆黒の犯罪ファイル 第3話（2017年） - 芝沼草太 役
- オペレーションZ〜日本破滅、待ったなし〜（2020年） - 丸山英之 役

#### BSスカパー!
- 破門 第3話・第5話（2015年） - 坂本秀一 役

### 映画
- マルタイの女（1997年）
- ご存知!ふんどし頭巾
- 踊る大捜査線シリーズ - 森下孝治 役
  - 踊る大捜査線 THE MOVIE（1998年）
  - 踊る大捜査線 THE MOVIE 2 レインボーブリッジを封鎖せよ!（2003年）
  - 交渉人 真下正義（2005年）
  - 踊る大捜査線 THE MOVIE3 ヤツらを解放せよ!（2010年）
  - 踊る大捜査線 THE FINAL 新たなる希望（2012年）
  - 室井慎次 敗れざる者 / 室井慎次 生き続ける者（2024年）[18]
- GO-CON!（2000年）
- ゴーストシャウト（2004年）
- 不撓不屈（2006年）
- 仮面ライダー×仮面ライダー ウィザード&フォーゼ MOVIE大戦アルティメイタム（2012年） - 番場影人 / ヘラクレス・ゾディアーツ 役
- らくごえいが（2013年）
- グッドモーニングショー（2016年）
- ミッドナイト・バス（2018年） - 大島達也 役
- コンフィデンスマンJP -ロマンス編-（2019年）
- 神の発明。悪魔の発明。（2019年1月11日）[19]
- チェリまほ THE MOVIE〜30歳まで童貞だと魔法使いになれるらしい〜（2022年4月8日） - 安達の父 役

### 舞台
- 舞台も踊る大捜査線 ザッツ!! スリーアミーゴス（2003年） - 森下孝治 役
- こころ（2011年） - 先生 役
- 青空（2025年）[20]
- ぼくらの七日間戦争2025（2025年公演予定） - 丹⽻満 役[21]

### 特撮
- 電光超人グリッドマン 第12話（1993年、TBS） - 石川五介 役
- ウルトラマンメビウス 第39話（2007年、CBC） - 日ノ出平太郎 役
- スーパー戦隊シリーズ（テレビ朝日）
  - 獣拳戦隊ゲキレンジャー 第6話（2007年） - ピエール藤代 役
  - 特命戦隊ゴーバスターズ 第27話（2012年） - 工藤博士 役
- ケータイ捜査官7 第11話（2008年、テレビ東京） - タケナカテツヤ 役

### バラエティ
- CLUB紳助（ABC） - レギュラー
- がっちりアカデミー!!（2010年、TBS）
- 秘密のケンミンSHOW（讀賣テレビ）
- AKB48 SHOW!（2013年、NHK）
- BSN水曜見ナイト（2017年、新潟放送）
- なじラテ。（2018年、新潟放送） - セミレギュラー

### ドキュメンタリー
- 非破壊検査PRESENTS「お江戸ミステリー 家康が最も怖れた仕掛人」（2011年1月23日、日本テレビ） - 松尾芭蕉 役

### CM
- ディノス